# Otto Janczik
Otto Janczik (1899) è stato un calciatore austriaco, di ruolo portiere.

## Carriera

### Nazionale
Esordisce il 2 marzo 1925 contro la Svizzera (2-0). Anche durante la sua seconda ed ultima convocazione, il 14 marzo del 1926, mantiene la porta inviolata contro la Cecoslovacchia (2-0).

## Palmarès

### Club

#### Competizioni nazionali
- Coppa d'Austria: 3

Rapid Vienna: 1926-1927
First Vienna: 1928-1929, 1929-1930